# Eliseo Napiere
Eliseo Napiere MSP (* 14. Juni 1965 in Maribojoc, Bohol) ist ein philippinischer römisch-katholischer Ordensgeistlicher und Superior von Funafuti.

## Leben
Eliseo Napiere besuchte bis 1981 das Kleine Seminar Immaculate Heart of Mary in Tagbilaran. Später trat er der Ordensgemeinschaft der Mission Society of the Philippines bei und studierte Philosophie und Katholische Theologie. Am 19. Januar 1991 empfing er das Sakrament der Priesterweihe.
Napiere war nach der Priesterweihe zunächst als Pfarrvikar der Pfarrei Blessed Sacrament in Cebu City tätig, bevor er 1992 Studienpräfekt und Prokurator am Priesterseminar der Mission Society of the Philippines in Tagaytay City wurde. Von 1994 bis 1999 gehörte er dem Generalrat seiner Ordensgemeinschaft an und wirkte als Generalökonom. Anschließend war Napiere von 2002 bis 2016 Missionar im Bistum Taichung in Taiwan. Zudem fungierte er von 2007 bis 2016 als Sekretär der Kommission für die Migranten und Menschen unterwegs der Taiwanischen Bischofskonferenz und als nationaler Direktor des Apostleship of the Sea. In dieser Zeit war er außerdem Pfarrer der Pfarrei Blessed Sacrament und Direktor der Abteilung für Migrantenseelsorge im Bistum Taichung. Ab 2016 war Napiere im Bistum San Bernardino in den USA tätig. Dort wirkte er zunächst als Pfarrvikar der Pfarrei St. Edward in Corona, bevor er 2018 Pfarrer der Pfarrei St. James the Less in Perris wurde. Darüber hinaus gehörte er dem Priesterrat des Bistums San Bernardino an.
Am 3. Juni 2024 ernannte ihn Papst Franziskus zum Superior von Funafuti. Die Amtseinführung erfolgte am 8. September desselben Jahres.